# Trưng cầu dân ý về hiến pháp Tây Ban Nha năm 1978
Một cuộc trưng cầu ý dân về hiến pháp được tổ chức ở Tây Ban Nha vào ngày 6 tháng 12 năm 1978 để phê chuẩn dự thảo Hiến pháp Tây Ban Nha. Dự thảo Hiến pháp được Quốc hội Tây Ban Nha thông qua vào ngày 31 tháng 10 năm 1978 với điều khoản quy định dự thảo phải được đưa ra trưng cầu ý dân. Kết quả trưng cầu ý dân cho thấy 92% cử tri đi bỏ phiếu ủng hộ dự thảo Hiến pháp với tỷ lệ cử tri đi bỏ phiếu là 67%.

## Mục đích
Dự thảo Hiến pháp có mục đích thay thế những luật hiến pháp của chế độ độc tài Franco, được gọi là Luật cơ bản của Vương quốc, và thành lập một chế độ quân chủ lập hiến. Quá trình chuyển tiếp từ một chế độ độc tài sang một chế độ dân chủ mà không phải làm cách mạng là nhờ Luật Cải cách chính trị 1977, được Nghị viện thời Franco thông qua như là Luật cơ bản cuối cùng. Đạo luật được Chủ tịch Nghị viện Tây Ban Nha Torcuato Fernández-Miranda soạn thảo và được Thủ tướng Adolfo Suárez và Quốc vương Juan Carlos ủng hộ, cho phép thành lập các chính đảng và quy định bầu Quốc hội lập hiến để soạn thảo Hiến pháp mới.

## Tiến hành
Truyền thông Tây Ban Nha đưa tin có tới 30% cử tri bất thường ở một số tỉnh, nhiều cử tri không thể bỏ phiếu trong khi những cử tri khác bỏ phiếu hai lần. Chỉ ba tuần trước cuộc trưng cầu ý dân, Chính phủ của Adolfo Suárez hạ độ tuổi bầu cử từ 21 tuổi xuống 18 tuổi, làm tăng danh sách cử tri hơn 3 triệu người so với cuộc tổng tuyển cử năm 1977 trong bối cảnh các vấn đề về kỹ thuật, hành chính và hậu cần. Bộ Nội vụ thừa nhận có tới 5,1 trên 100 cử tri không hợp lệ — khoảng 1,5 triệu người theo Viện Thống kê Quốc gia — là kết quả của việc không có cơ sở dữ liệu cử tri quốc gia và quá phụ thuộc vào các cơ sở dữ liệu cử tri địa phương.

## Kết quả
| Lựa chọn                     | Lựa chọn                    | Phiếu bầu  | %      |
| ---------------------------- | --------------------------- | ---------- | ------ |
| Đồng ý                       | Đồng ý                      | 15.706.078 | 91.81  |
| Không đồng ý                 | Không đồng ý                | 1.400.505  | 8.19   |
| Tổng cộng                    | Tổng cộng                   | 17.106.583 | 100.00 |
|                              |                             |            |        |
| Phiếu bầu hợp lệ             | Phiếu bầu hợp lệ            | 17.106.583 | 99.22  |
| Phiếu bầu không hợp lệ       | Phiếu bầu không hợp lệ      | 133.786    | 0.78   |
| Tổng cộng phiếu bầu          | Tổng cộng phiếu bầu         | 17.240.369 | 100.00 |
| Cử tri phiếu bầu đã đăng ký  | Cử tri phiếu bầu đã đăng ký | 26.632.180 | 64.74  |
| Nguồn: Bộ Nội vụ Tây Ban Nha |                             |            |        |

### Theo khu tự trị
| Khu tự trị | Khu tự trị         | Cử tri đã đăng ký | Cử tri đi bỏ phiếu | Đồng ý     | Đồng ý    | Không đồng ý | Không đồng ý |           |       |         |      |
| Khu tự trị | Khu tự trị         | Cử tri đã đăng ký | Cử tri đi bỏ phiếu | Phiếu      | %         | Phiếu        | %            |           |       |         |      |
| ---------- | ------------------ | ----------------- | ------------------ | ---------- | --------- | ------------ | ------------ | --------- | ----- | ------- | ---- |
| Khu tự trị | Khu tự trị         | Cử tri đã đăng ký | Cử tri đi bỏ phiếu |            | Andalucía | 4.347.542    | 69,51        | 2.775.521 | 94,36 | 165.882 | 5,64 |
|            | Aragón             | 894.403           | 73,58              | 579.734    | 92,90     | 44.287       | 7,10         |           |       |         |      |
|            | Asturias           | 864.796           | 61,79              | 473.348    | 91,34     | 44.874       | 8,66         |           |       |         |      |
|            | Quần đảo Baleares  | 450.115           | 70,18              | 282.598    | 94,88     | 15.251       | 5,12         |           |       |         |      |
|            | Xứ Basque          | 1.552.737         | 44,65              | 479.205    | 74,60     | 163.191      | 25,40        |           |       |         |      |
|            | Quần đảo Canaria   | 879.963           | 62,90              | 508.668    | 95,46     | 24.174       | 4,54         |           |       |         |      |
|            | Cantabria          | 374.559           | 71,15              | 222.559    | 87,01     | 33.232       | 12,99        |           |       |         |      |
|            | Castilla và León   | 1.950.813         | 71,37              | 1.184.361  | 90,28     | 127.545      | 9,72         |           |       |         |      |
|            | Castilla-La Mancha | 1.207.525         | 73,82              | 751.614    | 87,74     | 105.034      | 12,26        |           |       |         |      |
|            | Catalunya          | 4.398.173         | 67,91              | 2.701.870  | 95,15     | 137.845      | 4,85         |           |       |         |      |
|            | Extremadura        | 765.235           | 70,51              | 481.808    | 92,40     | 39.637       | 7,60         |           |       |         |      |
|            | Galicia            | 2.107.613         | 50,20              | 942.097    | 93,84     | 61.892       | 6,16         |           |       |         |      |
|            | La Rioja           | 192.597           | 72,46              | 120.847    | 91,70     | 10.940       | 8,30         |           |       |         |      |
|            | Cộng đồng Madrid   | 3.047.226         | 72,23              | 1.896.205  | 89,49     | 222.638      | 10,51        |           |       |         |      |
|            | Vùng Murcia        | 630.268           | 71,44              | 408.722    | 93,59     | 27.975       | 6,41         |           |       |         |      |
|            | Navarra            | 361.243           | 66,63              | 182.207    | 81,70     | 40.804       | 18,30        |           |       |         |      |
|            | Cộng đồng Valencia | 2.545.481         | 74,14              | 1.676.680  | 92,72     | 131.664      | 7,28         |           |       |         |      |
|            | Tổng số phiếu      | 17.873.271        | 67,11              | 15.706.078 | 91,81     | 1.400.505    | 8,19         |           |       |         |      |
|            |                    |                   |                    |            |           |              |              |           |       |         |      |
| Nguồn      |                    |                   |                    |            |           |              |              |           |       |         |      |